# مدحت يافاش
مدحت يافاش (بالتركية: Mithat Yavaş)‏ هو لاعب كرة قدم تركي في مركز الوسط، ولد في 16 يناير 1975 في ألمانيا. لعب مع إسطنبول سبور.

## وصلات خارجية
- مدحت يافاش على موقع اتحاد تركيا (لاعب) (الإنجليزية)
- مدحت يافاش على موقع قاعدة بيانات كرة القدم.إي يو (الإنجليزية)